# Древні гори
Давні гори (рос. древние горы, англ. old mountains, нім. Altgebirge n, altes Gebirge n — гори, які виникли в одну з древніх епох складчастості (доальпійських). При вторинних орогенезах структура Д.г. неодноразово змінювалася, ускладнювалася. Морфологічно Д.г. можуть бути омолоджені новітніми тектонічними рухами. Приклад — гори Байкальської гірської області.